# Insisto
Insisto, è il secondo album della band romana dei Tiromancino pubblicato nel 1994.

## Tracce
1. Insisto
2. Quel che non si conosce
3. Quattro barche, grandi nere
4. Il mio amico misterioso (Alfredo)
5. Il prete confessore
6. Meglio dormirci su
7. Anatema
8. Mare di guai
9. Voglio
10. Nell'ipotesi di un guasto nucleare
11. Come fare
12. Specchio

## Formazione
- Federico Zampaglione – voce, chitarra
- Laura Arzilli – basso, cori
- Manlio Belpasso – tastiere
- Cristiano Grillo – chitarra
- Leonardo Cesari – batteria